# ファラゴー・ゲーザ
ファラゴー・ゲーザ（Faragó Géza、本名: Frankfurter Geza 、1877年6月25日 - 1928年9月23日）はハンガリーの画家、イラストレーターである。

## 略歴
ブダペストで生まれた。絵の才能を示し、両親の支援を受けて、ハンガリーの画家、Miksa Bruck(1863–1920)に学んだ後、1897年にパリに移り、パリの工場で働いて学資を稼いで、アカデミー・コラロッシで学んだ。支援者を得て、パリの国立高等装飾美術学校で学んだ後、2年間、アール・ヌーヴォーを代表する画家、アルフォンス・ミュシャの工房で働いた。独立し、パリに自らの工房を開き、ポスターなどの商業美術の仕事をしたが、病気になって、工房の経営が困難になり、ブダペストに戻った。ハンガリーではソルノクの芸術家村でフェーニェシュ・アドルフ(Fényes Adolf)と活動し、1910年頃はケチケメートの芸術家村でイヴァーニ＝グリュンヴァルト・ベーラ(Iványi-Grünwald Béla)と活動した。
1900年、1910年、1923年、1928年のハンガリー全国展(Nemzeti Szalon)に作品を出展した。1910年の全国展では風景画などとともにポスターを出展し、観客の人気を集めるとともに、文芸雑誌「Nyugat」に美術評論家、Lengyel Gézaによって好意的に取り上げられた。1914年にベルリンの展覧会にポスターを出展し、1916年にミュンヘンで個展を開いた。
ポスター芸術と舞台芸術の分野で成功し、ブダペストのオペラ劇場(Király Színház後のBudapesti Operettszínház)の舞台芸術家を1910年から1915年の間務めた。ドイツの映画会社ウーファの映画の美術監督も務めた。ロンドンで公演されたバレーの舞台美術も務めた。

## 作品

### ポスター

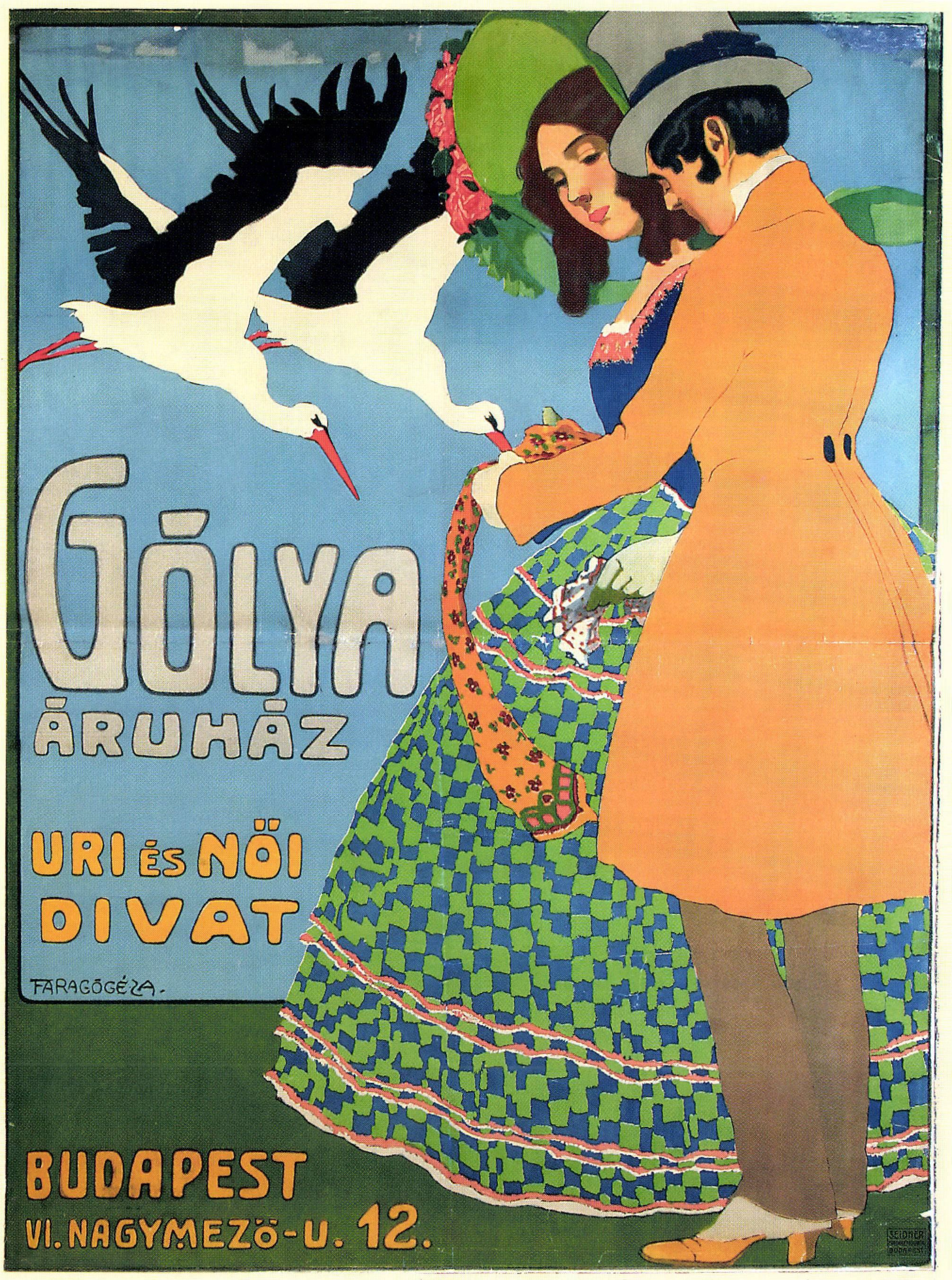
ファッションストアのポスター(c.1900)
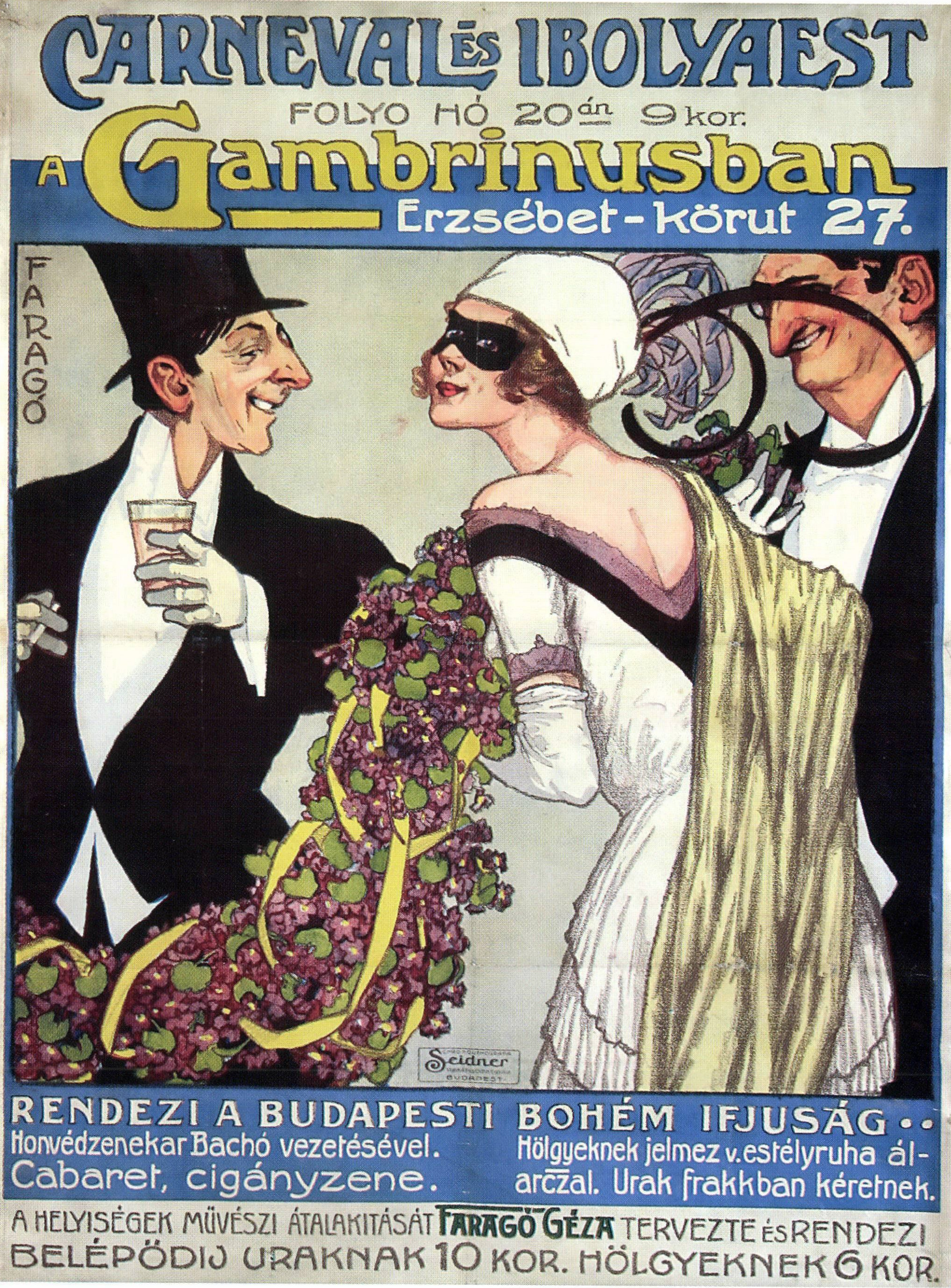
1910年代のポスター
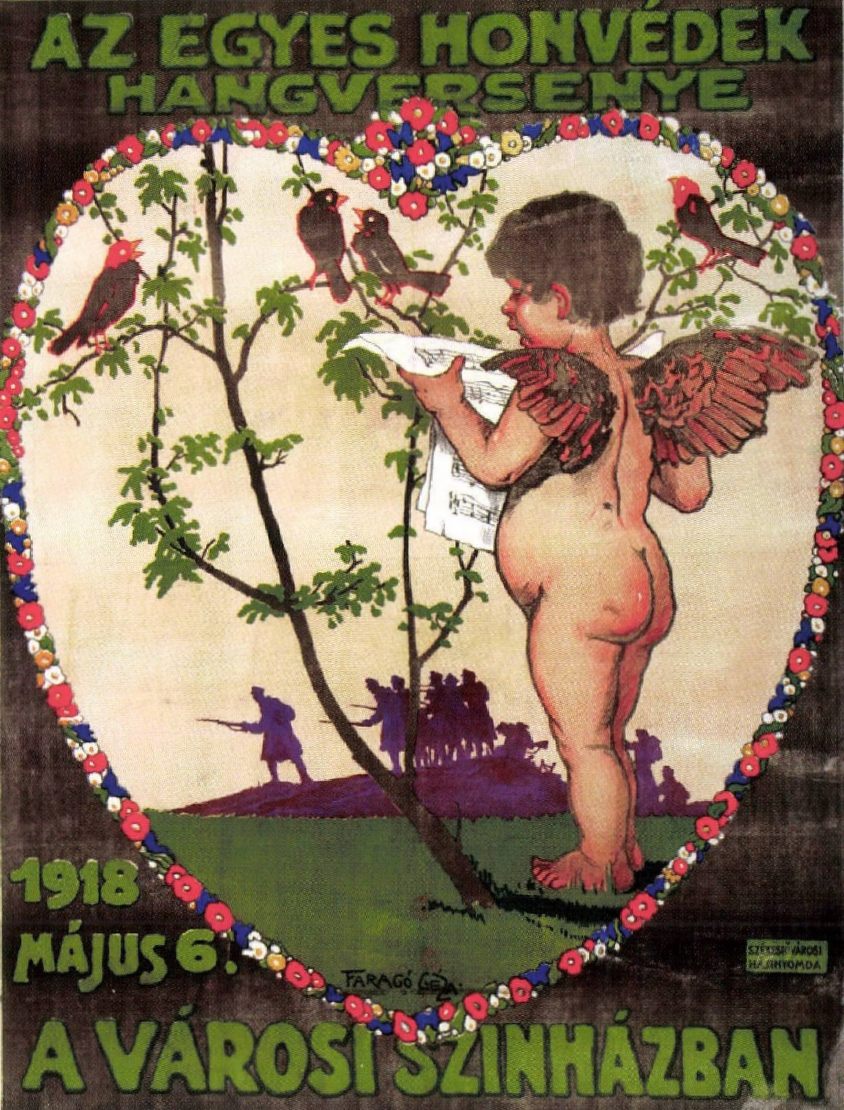
軍のコンサートのポスター(1918)
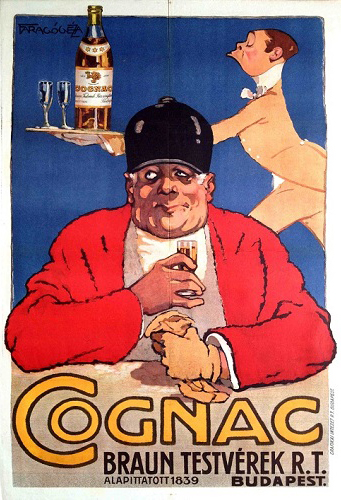
酒会社のポスター(1928)

### その他

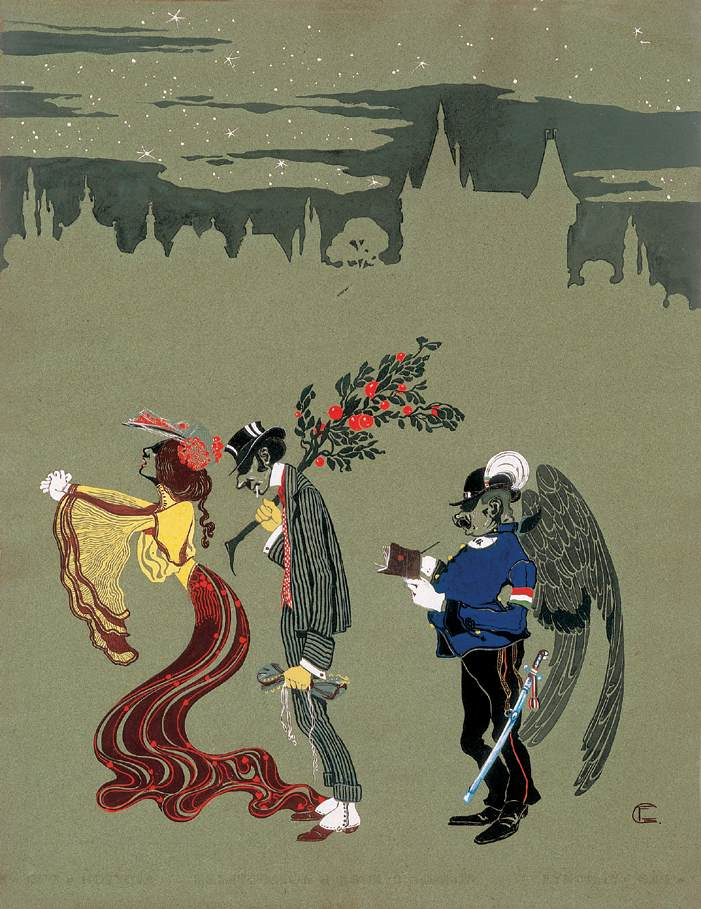
Paradise Lost (1903)
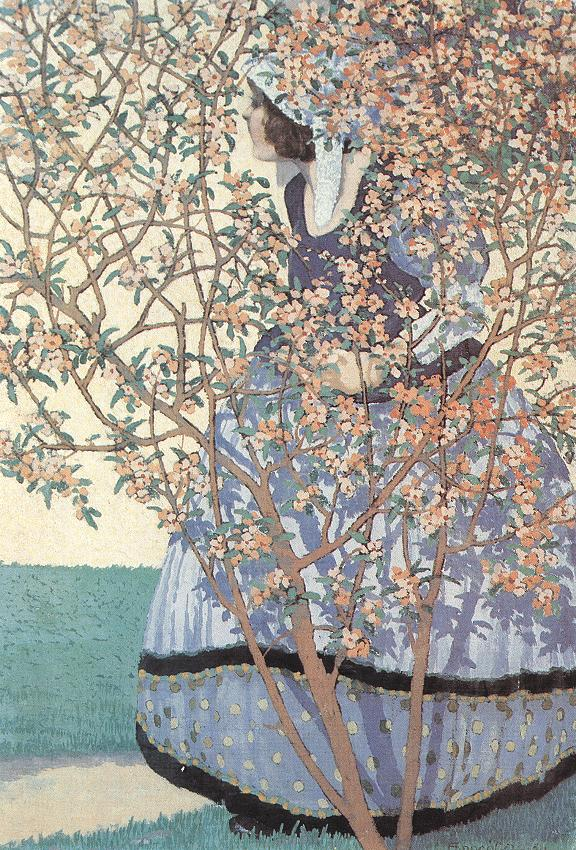
Among Flowers (1911)
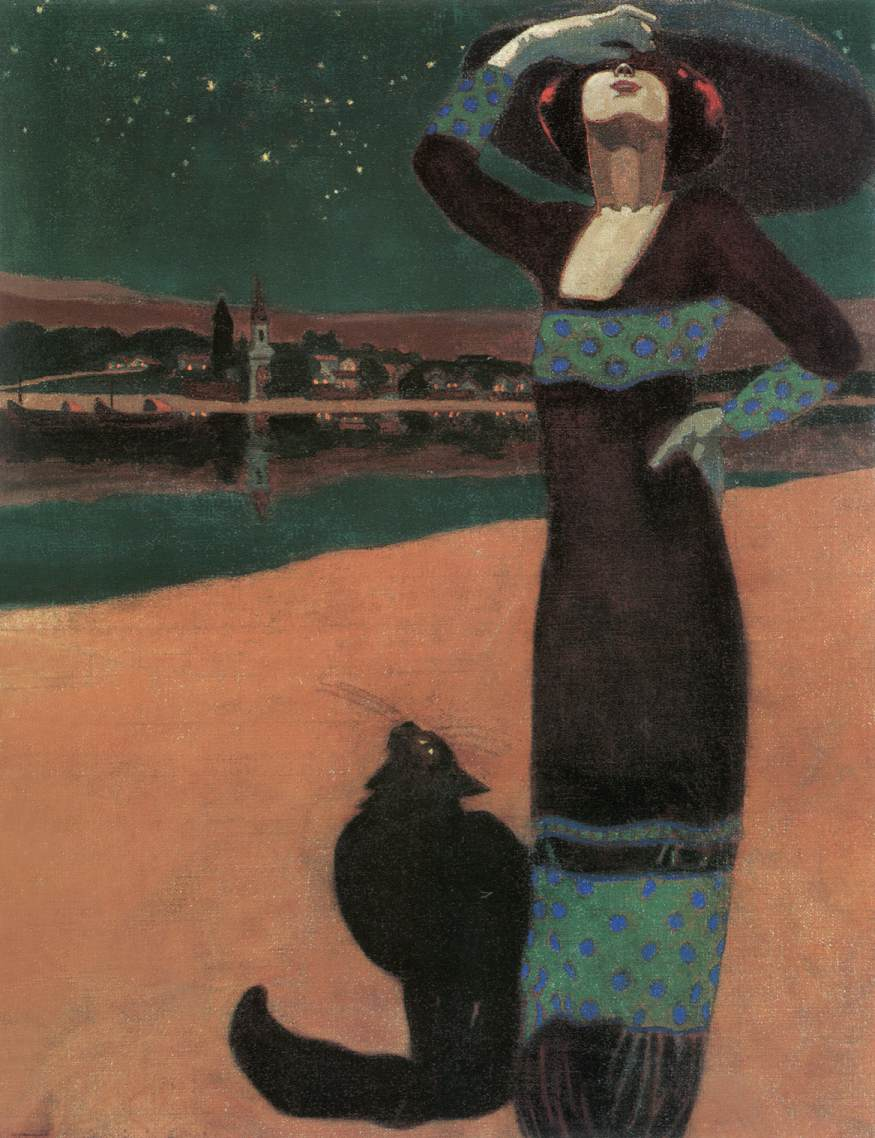
Slim Woman with a Cat (1913)
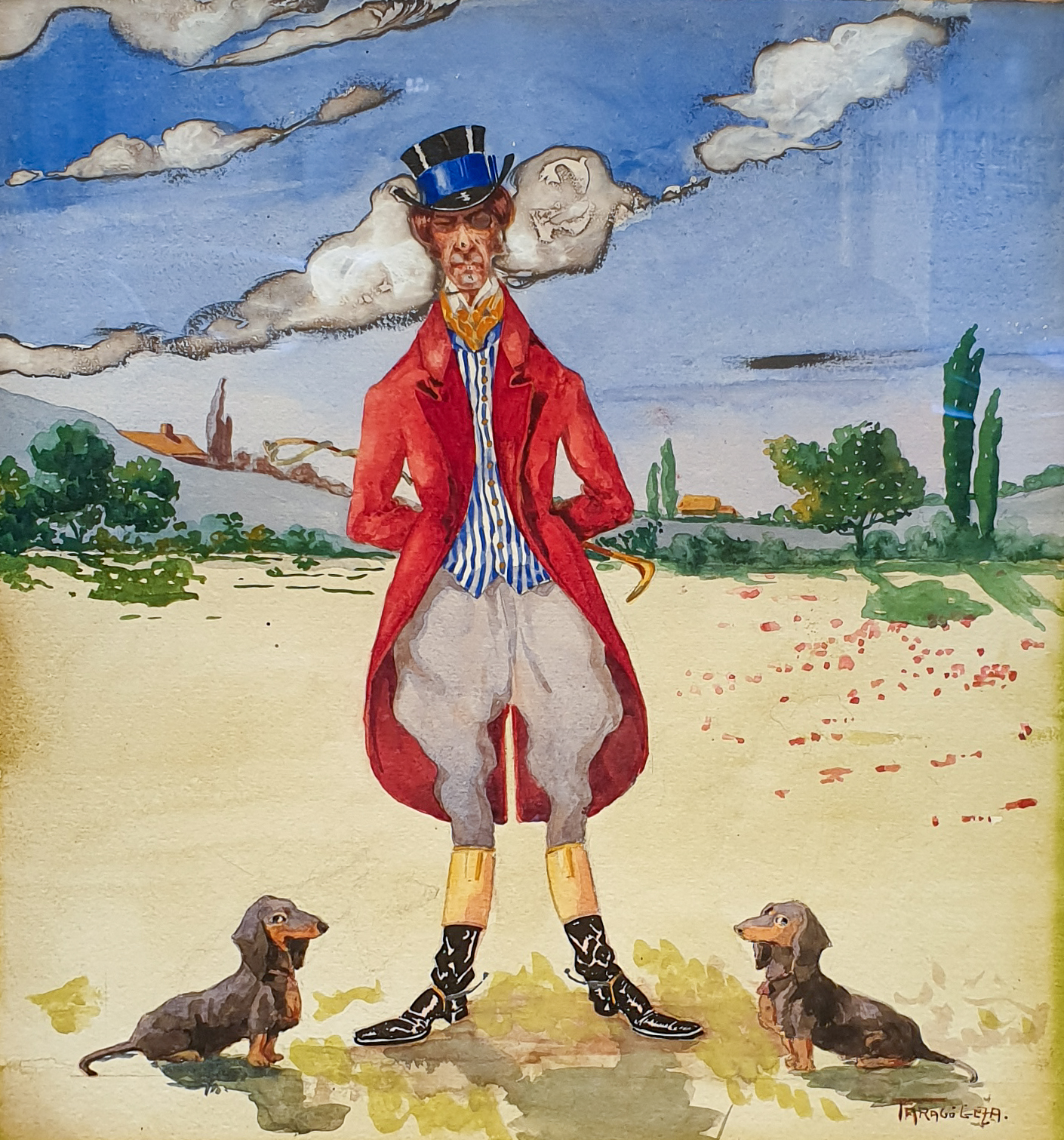
Peacemaker